# Говновоз
«Говновоз» — песня, записанная Михаилом Шелегом в 1996 году в составе альбома «Резиновая Зина». Получила широкую известность в рунете в 2024 году после появления многочисленных каверов, созданных при помощи искусственного интеллекта.

## Оригинальная песня
Песня, повествующая о работе ассенизатора, была выпущена в 1996 году. Её автором стал исполнитель в стиле русского шансона Михаил Шелег. Песня стала первой в составе альбома «Резиновая Зина», который артист выпустил под псевдонимом «Миша ША!». Со временем песню стали перепевать другие артисты, например, исполнитель в жанре блатной песни Константин Беляев.

## Интернет-мем
Со временем на песню «Говновоз» стали появляться мэшапы: энтузиасты стали накладывать её текст на музыку других известных композиций, таких как «Smells Like Teen Spirit», «Зеленоглазое такси», «Иначе всё это зря» или «Пыяла».
С развитием нейросетей, позволивших поднять качество сведения, и использованием их для написания музыки песня стала известным интернет-мемом и в свою очередь основой для пародий. Первоначально это были композиции с синтезированным голосом, затем — исполнения песни в других музыкальных стилях (например, кантри, джаз или фолк) или в виде подражаний конкретным исполнителям (Аркадий Укупник, Виктор Цой и другие).
В 2024 и 2025 годах с использованием нейросетей были созданы пародии на многие песни известных исполнителей, а также на некоторые песни разных мультфильмов.. Помимо пародий, в которых текст песни (иногда изменённый) накладывался на оригинальную мелодию пародируемого произведения, было создано множество «кавер-версий» песни, в которых использовался оригинальный текст песни, а музыкальное сопровождение подвергалось переаранжировке в стиле определённого музыкального исполнителя. К числу подобных «каверов» можно отнести версии в «исполнении» Владимира Высоцкого, групп «Кино», «Пикник», Powerwolf, Sabaton и других, а также клезмер или оперные версии.
В мае 2024 года русский текст песни был переведён на английский язык владельцем Telegram-канала «Переводчик - не тупой!» по имени Константин по заказу владельца Youtube-канала «Govnovoz FM». На английском языке песня получила название «Honeywagon», что на профессиональном жаргоне буквально означает ассенизаторскую машину, при этом применительно к автомобилю ассенизатора применяется в качестве синонима также слово «honeyvan», а главный герой песни иронично именуется «honeyman». Англоязычная версия с адаптированным под некоторые американские реалии текстом и соответствующими эвфемизмами также стала использоваться для создания «каверов», первоначально в основном создаваемых на аутентичных композициях американского кантри различных видов, а позднее на различных композициях англоязычных исполнителей разных лет и стилей.

## Влияние
Руководитель центра городской антропологии «КБ Стрелка» Михаил Алексеевский в свете выхода множества ИИ-каверов на песню отмечает, что нейросети уже могут создавать музыку, но при этом остаются лишь инструментом творчества. По его словам, нейрокаверы существуют по законам интернет-фольклора, следовательно, их успех зависит от взаимодействия с интернет-сообществом. В качестве примера Алексеевский приводит «исполнение» песни Владимиром Высоцким, также созданное при помощи искусственного интеллекта, как пародии, вызвавшей негативную реакцию поклонников поэта, многие из которых не распознали использование нейросетей, другие назвали публикацию фальшивкой и очернением его репутации.
Журналист Алексей Пивоваров назвал ситуацию вокруг песни слегка похабной, но в то же время довольно весёлой, отметив роль искусственного интеллекта в создании таких каверов. По его словам, это один из тех случаев, когда «кавер намного лучше оригинала».